# Doliops curculionides
Doliops curculionides là một loài bọ cánh cứng trong họ Cerambycidae.